# Alan Gelfand
Pour le statisticien américain, voir Alan E. Gelfand.
Alan "Ollie" Gelfand (né le 1er janvier 1963) est un skateur, pilote automobile et entrepreneur américain influent, crédité de l'invention de l'ollie, la figure fondamentale du skateboard.

## Début de la vie
Alan Gelfand est né à New York. Gelfand a déménagé à Hollywood (Floride) avec sa famille en 1972. Il a commencé à faire du skateboard en 1974 après que son père lui eut acheté son premier skateboard.

## Carrière de skateboard

### Invention de l'ollie
Nommé par Thrasher Magazine comme "Le père fondateur d'une génération", l'invention de l'ollie par Alan Gelfand a changé le visage du skateboard. Sa première réalisation de cette figure en 1976 à Skateboard USA à Hollywood (Floride), était fortuite, résultant de la mauvaise construction du skatepark lui-même. Gelfand a expliqué que les caractéristiques mal construites du parc l'ont involontairement conduit à cette découverte révolutionnaire. "C'était complètement par accident. Le parc était si mal construit que beaucoup des éléments étaient au-delà de la verticale et inégaux. Il y avait une partie de la piste où, lorsque vous skatiez dessus, vous sortiez, attrapiez de l'air, et parce qu'elle était au-delà de la verticale, la planche revenait vers vos jambes. Vous pliez les genoux et la planche revenait vers vous. C'était vraiment tout par accident," se souvient Gelfand. Il a commencé à appliquer cette technique à divers éléments, en affinant davantage son approche. En 1979, lors d'une visite à Winchester Skate Park à San José, il perfectionnait l'ollie, menant à en faire une figure fondamentale du skateboard.
Cette innovation involontaire, surnommée la "figure du siècle" par Stacey Peralta, a fondamentalement changé le skateboard, le transformant de simples manœuvres en dynamiques aériennes complexes,. Gelfand a été crédité dans l'Oxford Dictionary of English, l'Encyclopédie Britannica, et le Webster's Dictionary en tant qu'inventeur de la figure après qu'elle a été précédemment répertoriée comme inconnue,,,,,.
La figure implique que le skateur frappe l'arrière de la planche tout en sautant pour soulever la planche dans les airs sans utiliser les mains.
La technique de Gelfand a été présentée pour la première fois dans un article détaillé sur la manière de faire dans le numéro de janvier 1979 de SkateBoarder Magazine. Intitulé "Special Tips on Progressive Aerials", l'article décrivait sa méthode pour réaliser l'ollie sans les mains, fournissant un guide étape par étape qui a influencé des générations de skateurs.

### Réalisations professionnelles et contributions
Le talent de Gelfand en skateboard s'est étendu au-delà de l'invention de l'ollie. Il a participé à divers événements importants dans les années 1970 et 1980, démontrant ses compétences dans plusieurs pays lors de tournées en tant que premier membre de la légendaire équipe Bones Brigade mise en place par Stacey Peralta,. La Bones Brigade était une équipe d'élite de skateurs sponsorisés par Powell-Peralta, qui comprenait d'autres skateurs légendaires comme Tony Hawk et Rodney Mullen, et a joué un rôle déterminant dans l'évolution et la popularisation du skateboard,. Leur innovation collective et leur exposition médiatique ont joué un rôle important dans la transition du skateboard, d'un passe-temps de niche à un phénomène mondial,.
L'esprit compétitif de Gelfand était évident lorsqu'il participait et remportait de nombreux concours de skateboard à travers le monde. Son programme de tournées et de compétitions à la fin des années 1970 comprenait des événements en Europe et en Amérique du Sud, où il présentait l'ollie et d'autres manœuvres complexes, popularisant davantage le skateboard en tant que sport.
Gelfand a été intronisé au Skateboarding Hall of Fame en 2013.

### Compétitions et impact culturel
Tout au long de sa carrière, Gelfand a participé à de nombreuses compétitions notables de skateboard.
- - Années 1970**
- 1976 South Florida Skateboard Championships, Hollywood, Floride : Une compétition précoce qui a mis en lumière le talent émergent de Gelfand.
- 1976 First Annual Central Florida Skateboard Championships, Skateboard City, Port Orange, Floride : A démontré ses compétences en slalom et en skateboard freestyle.
- 1977 Florida Pro, Kona Skatepark, Jacksonville, Floride : Gelfand a concouru contre les meilleurs skateurs régionaux.
- 1978 First Annual Fun ’N Sun Skateboard Championships, Clearwater, Floride : A participé au cross-country, slalom géant et slalom double.
- 1978 Catalina Classic, Avalon, Santa Catalina, Californie : A concouru dans les épreuves de descente et de slalom double.

- - Années 1980**
- 1980 Big O Pro-Am, Big O, Orange, Californie : Connu pour avoir remporté la catégorie 'Highest Air', démontrant ses compétences en ollie.
- 1980 Gold Cup Series, divers lieux en Californie : A participé à une série d'événements, excellant dans le bowl et le skateboard freestyle.

- - Expositions spéciales et démonstrations**
- 1979 SkateBoarder Magazine Exhibition: Présenté lors d'une démonstration spéciale qui a solidifié son statut au sein de la communauté du skateboard.
- Tournées Bones Brigade des années 1980: En tant que membre clé de la Bones Brigade, Gelfand a participé à des tournées nationales et internationales, réalisant des démonstrations qui ont popularisé le skateboard à l'échelle mondiale.

Lors de ses tournées, le style et les compétences techniques de Gelfand ont laissé une empreinte indélébile sur la scène internationale du skateboard. Il a participé à des événements importants tels que le Super Skate Show à Caracas, Venezuela, en 1979, qui mettait en vedette des skateurs de renom de l'époque et était un lieu clé pour Gelfand pour démontrer l'ollie à un public plus large. Rodney Mullen a rapporté sur skateboarding.com que cet événement était la première fois où lui et Gelfand ont réalisé la figure Pop Shove It.

## Carrière automobile
Après avoir pris sa retraite du skateboard professionnel, Gelfand s'est tourné vers la course automobile, en se concentrant particulièrement sur les Volkswagen. Sa carrière de pilote s'est étendue de la fin des années 1980 au début des années 2000, où il a participé à diverses courses d'endurance et a démontré ses compétences en pilotage.

### Succès en course
Gelfand a remporté un succès notable dans la course d'endurance Longest Day of Nelson pour voitures de série, tenue au Nelson Ledges Road Course. Il a décroché la première place dans cette course pendant quatre années consécutives, de 1990 à 1993, démontrant sa maîtrise de la course d'endurance.

#### Série Grand-Am Cup
Gelfand a participé à la Grand-Am Cup Street Stock Series en 2001, prenant part à plusieurs courses sur différents circuits :
- Daytona International Speedway : Troisième et huitième positions dans deux courses différentes[25].
- Phoenix International Raceway : Cinquième et vingt-et-unième positions[26].
- Homestead-Miami Speedway : Septième position[27].
- Watkins Glen International : Dixième position[28].

#### Autres compétitions
Gelfand a également participé à diverses autres courses d'endurance :
- Course IMSA Firestone Firehawk de 1993 : Quatorzième position[29].
- Championnat d'endurance Firestone Firehawk de 3 heures à Laguna Seca, 1993 : Vingt-huitième position[30].
- Daytona Motorola Cup 2001 : Neuvième position[31].

| Année | Course                                                                                                  | Position en Classe | Équipe                   | Modèle de Voiture  | Classe  | Source                  |
| ----- | --- | ------------------ | ------------------------ | ------------------ | ------- | ----------------------- |
| 1990  | Longest day of Nelson 24 Hour Endurance Race for Showroom Stock Cars                                    | 1                  | BSI Racing               | 1981 VW Rabbit     | 1 IT-B  | Racing History Project  |
| 1991  | Longest day of Nelson 24 Hour Endurance Race for Showroom Stock Cars                                    | 1                  | BSI Racing               | 1981 VW Rabbit     | 1 IT-B  | Racing History Project  |
| 1992  | Longest day of Nelson 24 Hour Endurance Race for Showroom Stock Cars                                    | 1                  | BSI Racing               | 1981 VW Rabbit     | 1 IT-B  | Racing History Project  |
| 1993  | Longest day of Nelson 24 Hour Endurance Race for Showroom Stock Cars                                    | 1                  | BSI Racing               | 1981 VW Rabbit     | 1 IT-B  | Racing History Project  |
| 2001  | Daytona International Speedway                                                                          | 3                  | Speedsource              | Porsche Boxster    | ST      | The Third Turn          |
| 2001  | Phoenix International Raceway                                                                           | 5                  | Speedsource              | Porsche Boxster    | ST      | The Third Turn          |
| 2001  | Homestead-Miami Speedway                                                                                | 7                  | Speedsource              | Porsche Boxster    | ST      | The Third Turn          |
| 1992  | Ace Auto Parts 250 Firestone Firehawk Endurance Championships Sebring International Raceway-Sebring, FL | 8                  | N/A                      | N/A                | N/A     |                         |
| 2001  | Daytona International Speedway                                                                          | 8                  | Speedsource              | Porsche Boxster    | ST      | The Third Turn          |
| 2001  | Daytona Motorola Cup                                                                                    | 9                  | N/A                      | N/A                | N/A     | Zoom Pics               |
| 2001  | Watkins Glen International                                                                              | 10                 | Speedsource              | Porsche Boxster    | ST      | The Third Turn          |
| 1993  | IMSA Firestone Firehawk race                                                                            | 14                 | Team Schlesinger-Gelfand | Volkswagen Corrado | N/A     | Ultimate Racing History |
| 2001  | Grand-Am Cup Street Stock Series at Phoenix International Raceway                                       | 21                 | Speedsource              | Porsche Boxster    | ST      | Motorsport              |
| 1993  | 3 Hour Firestone Firehawk Endurance Championship for Grand Sports, Sports, and Touring entry list       | 28                 | Rally's Hamburgers       | Volkswagen Corrado | Touring | Prog Covers             |

## Progression dans l'industrie automobile
Travaillant fréquemment en tant que mécanicien sur les voitures qu'il conduisait, ainsi que celles de ses coéquipiers, après sa carrière de pilote, Gelfand a continué à s'impliquer dans l'industrie automobile en fondant le German Car Depot à Hollywood, Floride. L'entreprise est spécialisée dans la réparation et l'entretien des automobiles allemandes, reflétant sa connexion avec l'ingénierie automobile et la mécanique.

### Entreprise automobile - German Car Depot
Gelfand a ouvert le German Car Depot, un atelier de réparation automobile spécialisé dans les automobiles allemandes, situé à Hollywood, Floride. L'atelier, établi après un changement de marque depuis VW Depot en raison d'un litige de marque, opère désormais avec huit baies et sert des centaines de voitures chaque mois, générant des revenus de plusieurs millions de dollars.

## Entrée dans le dictionnaire
Le nom d'Alan "Ollie" Gelfand et sa contribution au skateboard ont été immortalisés lorsque le terme "ollie" a été ajouté à l'Oxford English Dictionary. Cette inclusion reconnaît non seulement son invention, mais ancre également son héritage au sein de la langue anglaise, à la fois comme un nom et un verbe intransitif. Cette reconnaissance met en lumière l'impact considérable de son innovation sur le skateboard et la culture populaire, illustrant comment un terme technique sportif peut devenir ancré dans le langage courant. Le Canadian Oxford Dictionary répertorie encore l'origine du mot comme inconnue, bien que toutes les autres éditions créditent Gelfand,,.

### Batailles juridiques et problèmes de marque
Gelfand a également été impliqué dans des actions en justice pour protéger sa propriété intellectuelle liée à l'ollie. Il a intenté des procès contre de grandes entreprises, y compris Disney et Sega, pour avoir utilisé le terme "ollie" sans autorisation, revendiquant une violation de ses droits de marque.

## Filmographie
Les contributions significatives de Gelfand au skateboard ont également été reconnues dans plusieurs films documentaires, qui explorent les aspects culturels et historiques du sport. Sa participation à ces films aide à préserver l'héritage de l'évolution du skateboard et son rôle central dans celle-ci.

### Skateboard Madness(1980)
Gelfand est apparu en tant que skateur dans Skateboard Madness, un documentaire qui capture la scène dynamique du skateboard à la fin des années 1970. Le film fournit un aperçu des dynamiques de la culture du skateboard pendant une période de croissance significative.

### Bones Brigade: An Autobiography(2012)
Dans Bones Brigade: An Autobiography, réalisé par Stacy Peralta, Gelfand apparaît en tant que lui-même. Le documentaire se concentre sur l'histoire de la Bones Brigade, une équipe de skateboard légendaire connue pour son influence sur le sport dans les années 1980. Le témoignage de Gelfand contribue à la narration de l'impact pionnier de l'équipe sur le skateboard.

### Dogtown and Z-Boys(2001)
Gelfand figure également dans Dogtown and Z-Boys, un autre documentaire de Stacy Peralta. Tourné à l'origine dans les années 1970 mais sorti officiellement en 2001, ce film examine la culture du skate et du surf des années 1970 à Venice, Californie, en mettant en lumière les innovations apportées par l'équipe de skate Zephyr (Z-Boys). La participation de Gelfand au documentaire souligne les changements révolutionnaires dans le skateboard durant cette époque, y compris son invention de l'ollie, visible pour la première fois en vidéo.